# Hans von Schoen
Hans von Schoen (* 14. Juli 1876 in Worms; † 23. Februar 1969 in Cureglia bei Lugano) war ein deutscher Diplomat.

## Leben
Hans von Schoen war ein Sohn von Friedrich von Schoen, Teilhaber einer Lederfabrik in Worms. Nach dem Besuch des Gymnasiums in Worms und München studierte er von 1894 bis 1898 Jura in München und Berlin. 1898 trat er in den bayerischen Justiz- und Verwaltungsdienst ein, im Dezember 1901 legte er das 2. Staatsexamen ab. Seit 1903 gehörte er dem bayerischen auswärtigen Dienst an, zunächst an der Gesandtschaft in Wien, dann in St. Petersburg und Rom. Von 1910 bis 1918 war er an der Bayerischen Gesandtschaft in Berlin, zuletzt als Geheimer Legationsrat I. Klasse und Geschäftsträger. 1920 begann er seinen Dienst im Auswärtigen Amt des Deutschen Reiches als Gesandtschaftsrat in Wien, 1921 wurde er Geschäftsträger, dann Gesandter in Polen. Von 1922 bis 1926 war er Gesandter in Griechenland, von 1926 bis 1933 Gesandter in Ungarn. 1933 wurde er in auf eigenen Wunsch in den Ruhestand versetzt, 1937 pensioniert. Seit 1945 lebte er in Cureglia bei Lugano.
1926 wurde er Ehrenmitglied des Archäologischen Instituts des Deutschen Reiches. Er trug eine umfangreiche Sammlung antiker griechischer Kleinkunst zusammen, die er 1957 den Staatlichen Antikensammlungen in München vermachte.